# شبنم‌کاستی
شبنم‌کاستی (انگلیسی: Dew point depression) که T-Td نیز نامیده می‌شود، به تفاوت میان دمای هوا و دمای نقطه شبنم در یک ارتفاع مشخص از اتمسفر زمین گفته می‌شود. مقدار کمتر شبنم‌کاستی نشان می‌دهد که هوا در دمای معین مرطوب‌تر است.
برای دمای ثابت، هر چه تفاوت کمتر باشد، نم بیشتری وجود دارد و مقدار رطوبت نسبی بالاتر است. در ارتفاعات پایین تروپوسفر، نم بیشتر (مقدار کوچک‌تر شبنم‌کاستی) منجر به کف ابر و سطح تراکم بالارفته (LCL) پایین‌تر می‌شود. ارتفاع سطح تراکم بالارفته یک عامل مهم تعدیل کننده توفان‌های تندری شدید است. یک نمونه از آن، پیچندزایی است، در صورتی که شبنم‌کاستی ۲۰ درجه فارنهایت (۱۱ درجه سانتیگراد) یا کمتر باشد، احتمال وقوع پیچند وجود دارد و احتمال وقوع پیچندهای بزرگ و شدید با کاهش شبنم‌کاستی افزایش می‌یابد. همچنین ارتفاع سطح تراکم بالارفته عاملی در فعالیت فروپکش و ریزپکش به‌شمار می‌رود. برعکس، ناپایداری زمانی افزایش می‌یابد که یک لایه خشک در سطح میانی وجود داشته باشد (افزایش شبنم‌کاستی) که به نام Dry punch شناخته می‌شود. اگر لایه زیرین شناور باشد، این پدیده برای همرفت جوی مطلوب است.
شبنم‌کاستی همان‌طور که میزان رطوبت موجود در جو را اندازه‌گیری می‌کند، شاخص مهمی در کشاورزی و هواشناسی جنگل، به‌ویژه پیش‌بینی آتش‌سوزی جنگل نیز به‌شمار می‌رود.

## روش‌های اندازه‌گیری
شبنم‌کاستی معمولاً از طریق تفاوت دمای هوا و دمای نقطه شبنم محاسبه می‌شود. دمای نقطه شبنم می‌تواند به‌صورت مستقیم با استفاده از دستگاه‌های رطوبت‌سنج نقطه شبنم (Dewpoint Hygrometers) یا به‌صورت غیرمستقیم از طریق سایکرومترها (Psychrometers) یا سنسورهای چگالی بخار آب اندازه‌گیری شود.
فرمول‌های تقریبی مانند فرمول مگنوس-تتنس (Magnus-Tetens) برای محاسبه دمای نقطه شبنم از دما و رطوبت نسبی استفاده می‌شوند. این فرمول‌ها به‌ویژه برای شرایط معمولی و در دماهای بین 0 تا 50 درجه سانتی‌گراد مناسب هستند.

## کاربرد در کشاورزی و هواشناسی جنگل
شبنم‌کاستی به‌عنوان یک شاخص کلیدی در کشاورزی و هواشناسی جنگل برای ارزیابی خطر آتش‌سوزی جنگل و مدیریت کشاورزی استفاده می‌شود. هوای خشک با شبنم‌کاستی بالا (رطوبت نسبی پایین) خطر آتش‌سوزی را افزایش می‌دهد، زیرا مواد آلی مانند چوب و علف سریع‌تر خشک می‌شوند و مستعد اشتعال می‌شوند. شبنم‌کاستی پایین (رطوبت بالا) به کاهش خطر آتش‌سوزی کمک می‌کند. مطالعات اخیر (مانند Tory et al., 2023) نشان داده‌اند که شاخص‌های هواشناسی جنگل می‌توانند با درنظر گرفتن شبنم‌کاستی و سرعت باد بهبود یابند و پیش‌بینی دقیق‌تری از خطر آتش‌سوزی ارائه دهند.

## کاربرد در هوانوردی
در هوانوردی، شبنم‌کاستی یکی از شاخص‌های مهم برای پیش‌بینی شرایط خاص پروازی، از جمله احتمال یخ‌زدگی کاربراتور و تشکیل مه است. خلبانان هوانوردی عمومی از داده‌های شبنم‌کاستی برای تخمین ارتفاع کف ابرهای کومه‌ای (Cumuliform Clouds) استفاده می‌کنند. این شاخص به‌ویژه در شرایط مرطوب و در نزدیکی زمین بسیار مهم است و می‌تواند به پیش‌بینی خطرات پروازی از جمله کاهش دید و یخ‌زدگی کمک کند.

## کاربردها در هواشناسی
شبنم‌کاستی در تحلیل و پیش‌بینی پدیده‌های جوی نقش مهم و کلیدی ایفا می‌کند. این شاخص می‌تواند در پیش‌بینی و تحلیل وضعیت‌های مختلف جوی و آب‌وهوایی به کار گرفته شود. از جمله کاربردهای اصلی شبنم‌کاستی می‌توان به پیش‌بینی تشکیل ابر، پیش‌بینی طوفان‌های تندری، فعالیت‌های فروپکش و ریزپکش، پیش‌بینی مه و یخبندان، و کاربردهای مهم در هوانوردی، کشاورزی و هواشناسی جنگل اشاره کرد.

### پیش‌بینی تشکیل ابر و سطح تراکم بالارفته (LCL)
شبنم‌کاستی در تعیین ارتفاع کف ابر (Cloud Base) و سطح تراکم بالارفته (Lifted Condensation Level - LCL) نقش اساسی دارد. به‌طور کلی، مقدار کمتر شبنم‌کاستی که نشان‌دهنده رطوبت بیشتر است، منجر به تشکیل ابر در ارتفاعات پایین‌تر می‌شود، زیرا هوای مرطوب برای رسیدن به حالت اشباع نیاز به خنک شدن کمتری دارد. این نکته به‌ویژه در پیش‌بینی طوفان‌های تندری و پیچندزایی اهمیت دارد. به‌طور خاص، اگر شبنم‌کاستی 20 درجه فارنهایت (11 درجه سانتی‌گراد) یا کمتر باشد، شرایط مساعدی برای تشکیل پیچند (Tornado) ایجاد می‌شود.

### تأثیر در فعالیت فروپکش و ریزپکش
شبنم‌کاستی بالا (هوای خشک‌تر) در لایه‌های میانی جو می‌تواند به ناپایداری جوی و همرفت شدید منجر شود. این شرایط که به "Dry Punch" یا "پنچ خشک" معروف است، برای تشکیل طوفان‌های شدید و ناپایداری‌های جوی بسیار مناسب است، به‌ویژه اگر لایه‌های زیرین جو مرطوب و شناور باشند. این پدیده می‌تواند منجر به شکل‌گیری طوفان‌های رعد و برق و ناپایداری‌های شدید جوی شود.

### پیش‌بینی مه و یخبندان
هنگامی که شبنم‌کاستی به صفر نزدیک می‌شود (یعنی دمای هوا و دمای نقطه شبنم برابر یا نزدیک به هم هستند)، احتمال تشکیل مه یا شبنم افزایش می‌یابد. اگر دمای نقطه شبنم زیر صفر درجه سانتی‌گراد باشد، این پدیده به نام نقطه یخبندان (Frost Point) شناخته می‌شود و احتمال تشکیل یخبندان وجود دارد. این ویژگی در پیش‌بینی شرایط زمستانی و یخ‌زدگی به ویژه در صبحگاه و شب‌های سرد بسیار حائز اهمیت است.